# Ríkisútvarpið
Ríkisútvarpið (« Radiodiffusion nationale » en islandais), plus connue sous l'acronyme RÚV, est l'entreprise de service public de radio et télévision islandaise.
Membre de l'Union européenne de radio-télévision et de la Nordvision, ses locaux sont situés à Reykjavik et elle possède différentes antennes en région. Elle est financée par la redevance audiovisuelle, ainsi que par la publicité.

## Histoire
Les premières émissions radio débutèrent en 1930 et les premières transmissions télévision commencèrent en 1966. Depuis 1986, date à laquelle elle a perdu son statut de monopole, RÚV doit faire face à la concurrence des compagnies privées.

### Identité visuelle

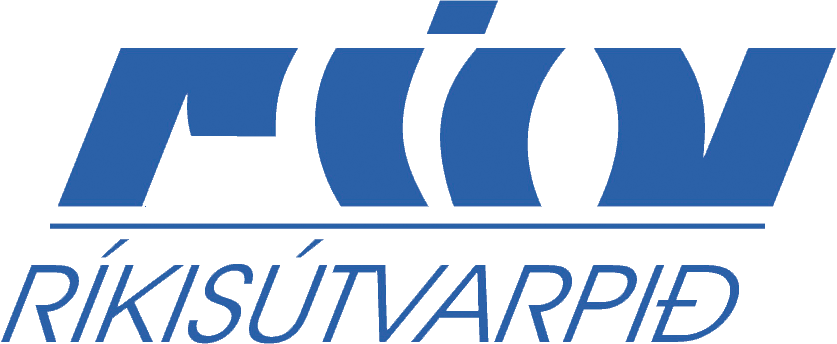
Logo de la RÚV de 1966 à mars 2011.
Logo de la RÚV de mars 2011 à 2019.
Logo de la RÚV depuis 2019.

## Organisation

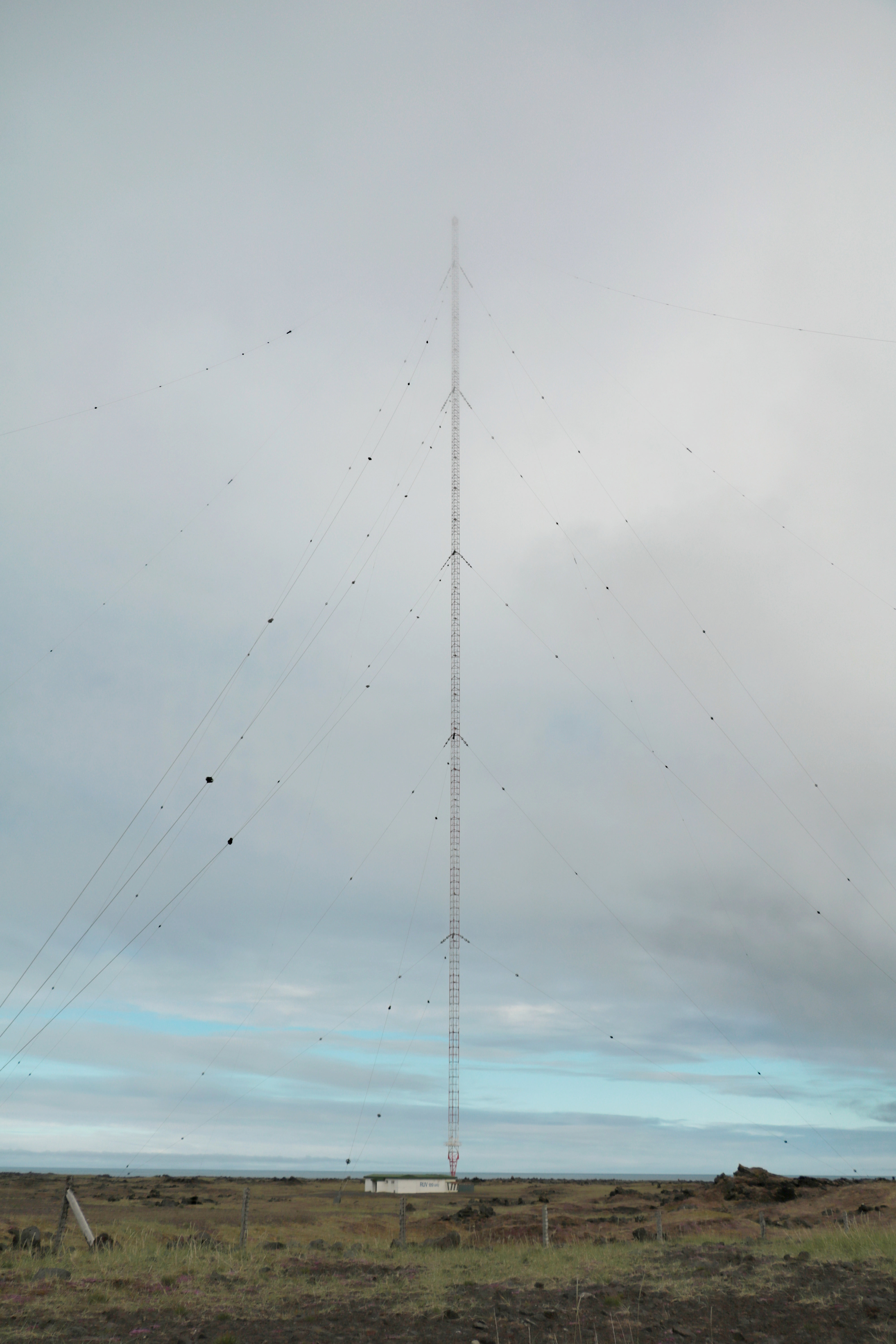
Antenne RUV 189 kHz de la Ríkisútvarpið (nord de l'Islande).

### Dirigeants
Président de RÚV
- Magnús Geir Þórðarson

Directeur des programmes
- Sigrún Stefánsdóttir

Directeur de l'information
- Óðinn Jónsson

### Siège

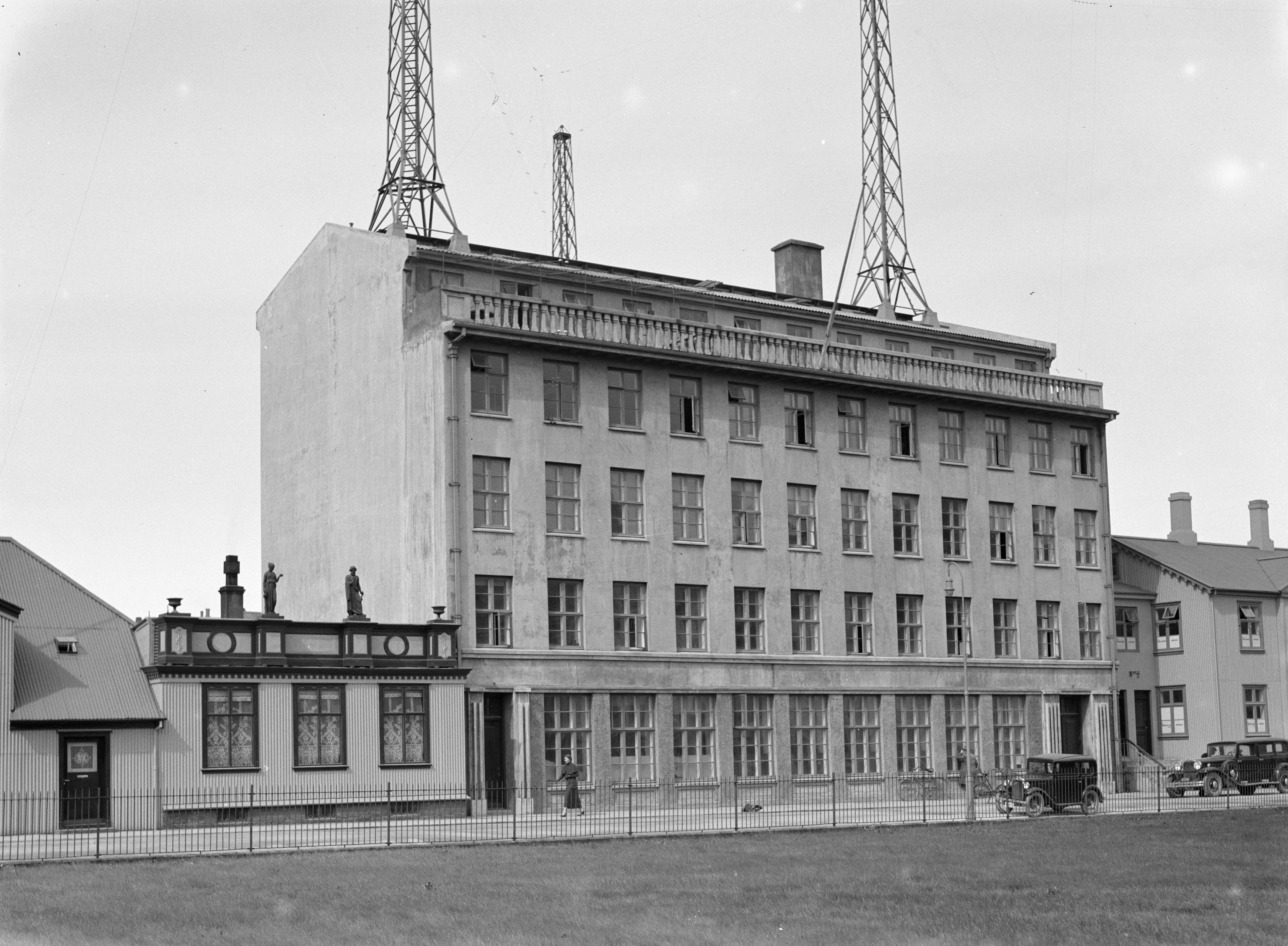
premier immeuble où siégeait la radio islandaise RÚV à Austurvöllur (quartier de Reykjavík) en 1934.

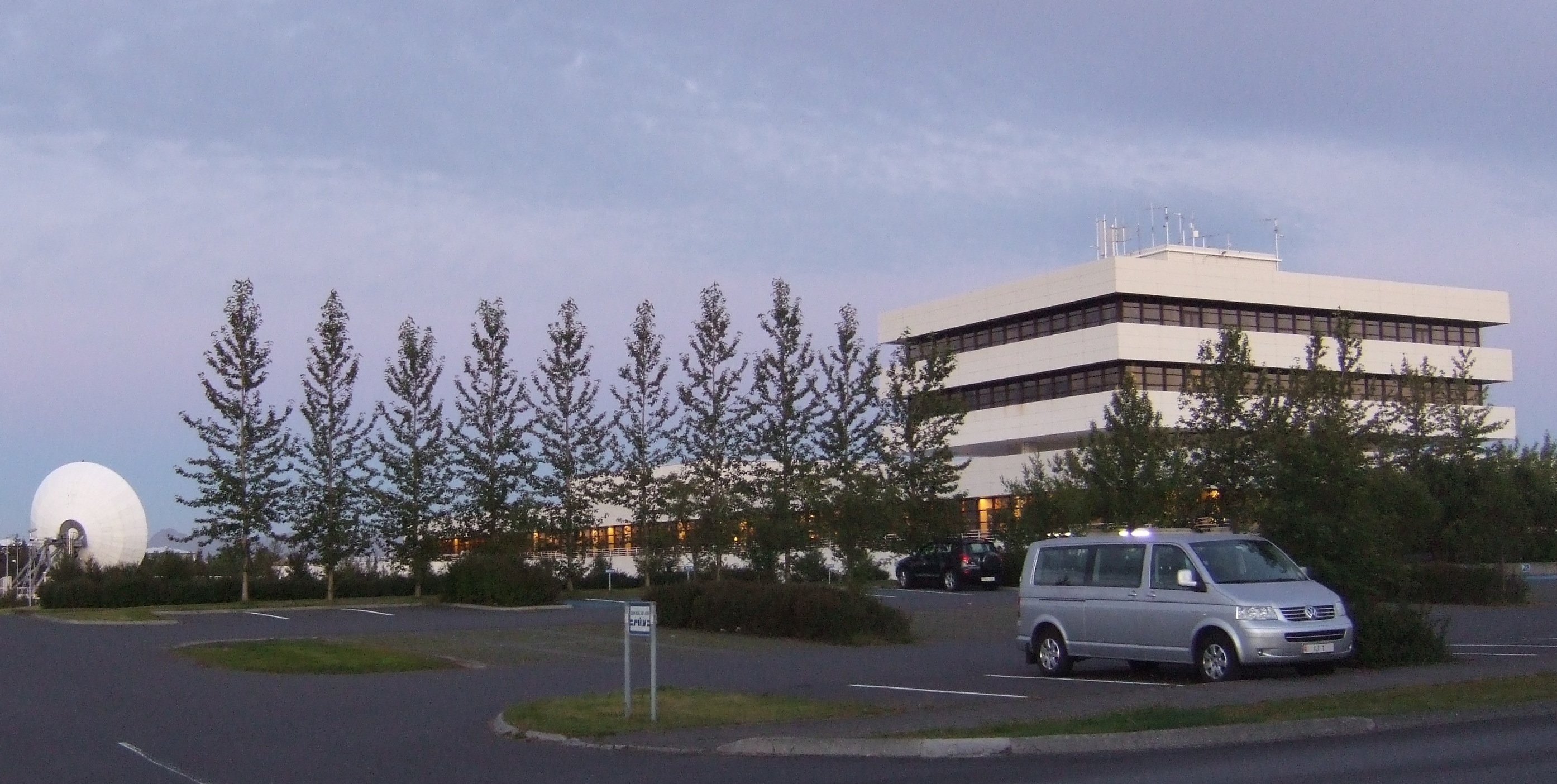
Siège de RÚV à Reykjavik.

Le siège de RÚV est situé à Efstaleiti 1 à Reykjavik. 

### Mission
Selon la loi sur la radiodiffusion, les principales obligations de RÚV sont de promouvoir la langue islandaise, l'histoire de l'Islande et du patrimoine culturel islandais. Elle doit également respecter les règles démocratiques fondamentales, les droits humains et la liberté d'expression et d'opinion.

## Composition

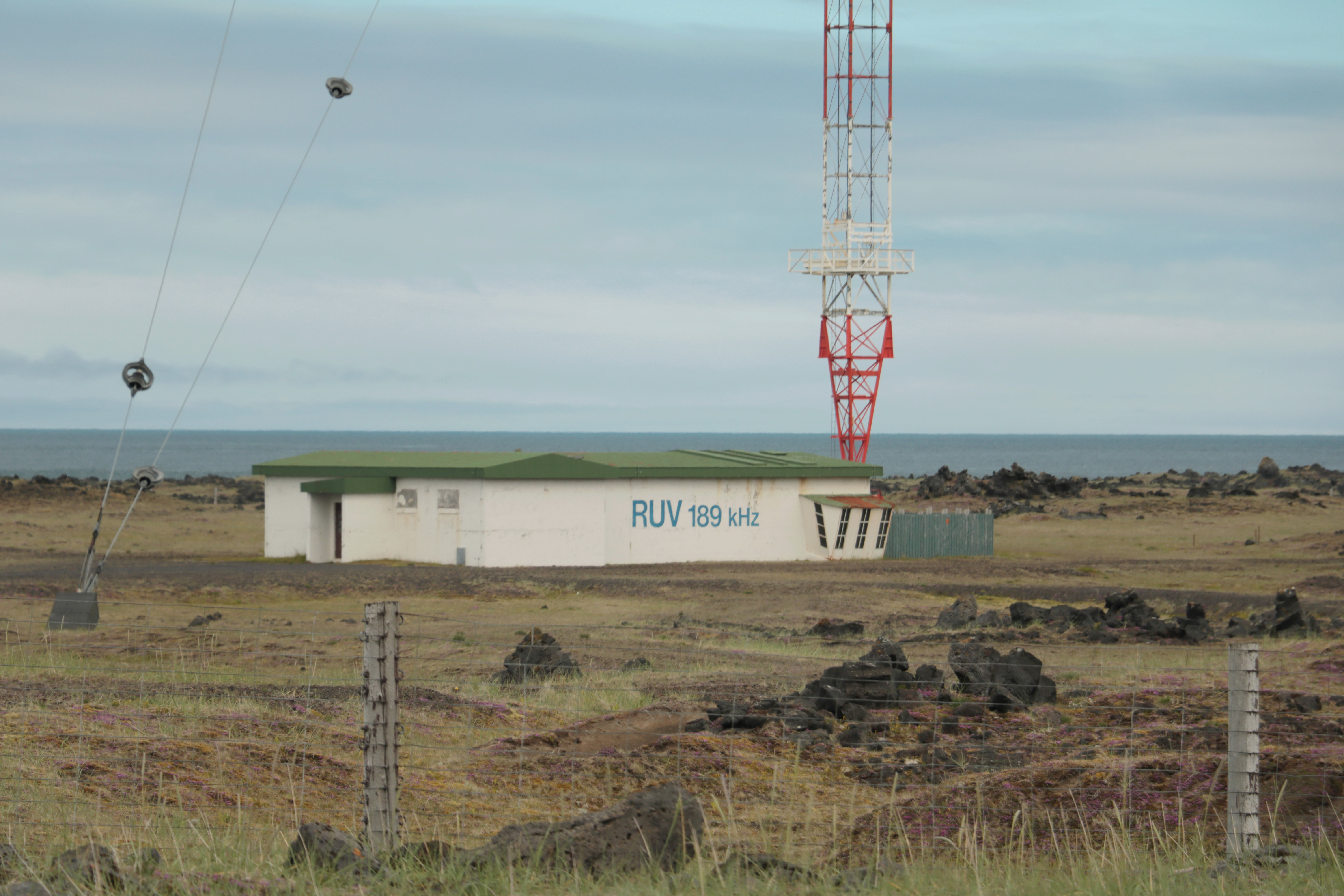
Antenne RUV 189 kHz de la Ríkisútvarpið (Islande).

### Stations de radio
- Rás 1 : informations et culture
- Rás 2 : informations, et musique pop / rock
- Rondó : radio expérimentale diffusant de la musique classique et du jazz.

### Chaîne de télévision
- RÚV